# Mirití-Paraná
Mirití-Paraná là một khu tự quản thuộc tỉnh Amazonas, Colombia. Thủ phủ của khu tự quản Mirití-Paraná đóng tại Mirití-Paraná Khu tự quản Mirití-Paraná có diện tích ki lô mét vuông. Đến thời điểm ngày 28 tháng 5 năm 2005, khu tự quản Mirití-Paraná có dân số 1897 người.